# 資產負債表外項目
資産負債表外項目或表外項目（英語：off-balance sheet），指資產負債表或附注中沒有反映出來的項目。這些項目多數跟資產和債務有關。它可能涉及或有負債、租賃或附屬公司的法律責任，如信用證。它還涉及貸款承諾、 期貨、遠期合約和其他衍生工具。